# Christian Kipfer
Christian Kipfer (* 19. Dezember 1921; † 2009) war ein Schweizer Turner.

## Karriere
Christian Kipfer nahm an den Olympischen Spielen 1948 in London teil. Er startete an allen Geräten und konnte im Wettkampf am Barren die Bronzemedaille gewinnen. Mit dem Schweizer Team gewann er im Mannschaftsmehrkampf Silber.